# I Wish You Would
I Wish You Would — блюзовая песня, записанная чикагским блюзовым музыкантом Билли Бой Арнольдом и выпущенная в виде сингла в 1955 году американским лейблом Vee-Jay Records. Это самая известная композиция Арнольда, названная «вечной классикой чикагского блюза».
Песня представляет собой одноаккордовую модальную блюзовую структуру с повторяющейся гитарной фигурой и ритмом в стиле  Бо Диддли, вместе с которым тогда выступал Арнольд. В песни Арнольду принадлежит вокал и игра на губной гармошке, ему аккомпанируют Джоди Уильямс (гитара), Милтон Ректор (бас) и Эрл Филлипс (ударные). Арнольд несколько раз возвращался к этой песне в течение своей карьеры, выпуская новые студийные и концертные версии для различных звукозаписывающих лейблов. 
Впоследствии песня «I Wish You Would» была записана многими другими исполнителями, включая британскую группу The Yardbirds, которые записали ее для своего дебютного сингла в 1964 году. Позже Yardbirds включили её в свой альбом For Your Love, а также во многочисленные сборники, например, Shapes of Things.